# (36205) 1999 TV101
1999 تي في 101 (ويعرف أيضًا باسم (36205) 1999 تي في 101 وفق تسمية الكوكب الصغير) (بالإنجليزية: 1999 TV101)‏ هو كويكب ضمن حزام الكويكبات؛ وترتيبه 36205 من حيث الاكتشاف.
اكتُشف هذا الجُرم الفلكي بواسطة بحث لنكولن عن الكويكبات القريبة من الأرض في 2 أكتوبر 1999.

## وصلات خارجية
- (36205) 1999 TV101 في قاعدة بيانات مختبر الدفع النفاث لأجرام النظام الشمسي الصغيرة

- الاكتشاف · مخطط المدار ·  العناصر المدارية · المعلمات المادية

- (36205) 1999 TV101 على موقع ويكي سكاي: DSS2, SDSS, GALEX, IRAS, Hydrogen α, X-Ray, Astrophoto, Sky Map, Articles and images